# Vaimalama Chaves
Vaimalama Chaves (Papeete, Tahití; 3 de diciembre de 1994) es una modelo, titular de un concurso de belleza y cantante francesa que fue coronada como Miss Francia 2019. Chaves había ganado previamente Miss Tahití 2018 y se convirtió en la cuarta representante de la Polinesia Francesa en ganar el título de Miss Francia.
Durante su reinado como Miss Francia, Chaves comenzó una carrera musical bajo el monónimo Vaimalama, lanzando su single de debut «Jardin d'hiver» en noviembre de 2019. Su álbum de estudio debut Good Vaïbes se publicó en febrero de 2020.

## Carrera

### Miss Francia 2019
Chaves comenzó su carrera en el concurso de Miss Tahití 2018. Ganó el concurso el 22 de junio de 2018 en Papeete y fue coronada por el titular saliente Turouru Temorere. Como Miss Tahití 2018, Chaves se ganó el derecho a representar a la Polinesia Francesa en el concurso Miss Francia 2019 celebrado en Lille. Los preparativos para el concurso comenzaron en noviembre de 2018, con Chaves viajando a París para las actividades previas al concurso, a Mauricio para el viaje al extranjero del concurso y luego a Lille para comenzar los ensayos.
La final se celebró el 15 de diciembre de 2018, en el Zénith de Lille. Chaves pasó de las treinta concursantes a las doce primeras, y más tarde también pasó a las cinco primeras. Pasó a ser coronada como Miss Francia 2019 por la titular saliente Maëva Coucke, siendo su primera subcampeona Ophély Mézino, de Guadalupe. Chaves fue la primera representante de Tahití en ser coronada como Miss Francia en veinte años, después de que Mareva Galanter fuera coronada como Miss Francia 1999, y solo la cuarta tahitiana coronada en la historia. Tras su victoria, Chaves se convirtió en caballero de la Orden de Tahití Nui, uno de los más altos honores civiles de la Polinesia Francesa.
El 25 de junio de 2019, Chaves anunció que no representaría a Francia en Miss Mundo 2019 ni en Miss Universo 2019, ya que prefería acompañar a las concursantes de Miss Francia 2020 durante su viaje a Tahití, lo que habría entrado en conflicto con la preparación para los concursos internacionales. Su primera finalista, Ophély Mézino, fue nombrada Miss Mundo Francia 2019, mientras que su predecesora, Maëva Coucke, fue designada para representar a Francia en Miss Universo 2019. Terminó su reinado el 14 de diciembre de 2019, tras coronar a Clémence Botino como su sucesora durante Miss Francia 2020.

### Carrera musical
En noviembre de 2019, Chaves comenzó una carrera musical, actuando bajo el monónimo Vaimalama. Lanzó una versión de la canción «Jardin d'hiver», escrita por Benjamin Biolay y Keren Ann e interpretada originalmente por Henri Salvador. El 13 de noviembre se publicó un vídeo musical oficial de la versión a través del canal de YouTube de Chaves. Su álbum de estudio debut, Good Vaïbes, iba a ser publicado originalmente en febrero de 2020, pero tras varios aplazamientos, en parte debido a la pandemia de COVID-19, el álbum se publicó en diciembre de 2020.

### Televisión
En septiembre de 2021, Chaves fue confirmado como concursante de la temporada 11 de Danse avec les stars, la versión francesa de Dancing with the Stars.